# Mind Funk
Mind Funk (auch: Mindfunk) war eine amerikanische Funk-Metal-Band, die 1991 ihre Debüt-EP, damals noch unter dem Namen Mind Fuck, veröffentlichte. Später wandte sich die Band eher der Grunge-Musik zu, bis zur Auflösung 2007 spielten sie ein musikalisches Gemisch aus Stoner Rock und Grunge.

## Geschichte
Nachdem die Band in den späten Achtzigerjahren (ein genaues Datum ist nicht bekannt) gegründet worden war, fanden sie aufgrund einiger berühmter Mitglieder schnell ein Label, Epic Records. Dieses zwang sie zu einer Änderung des Namens. 1993 wechselte die Band nach ausbleibendem Erfolg das Label, sie unterzeichneten einen Vertrag mit Megaforce Records. Mit dem Album Dropped gelang ihnen der Durchbruch. Sie wurden für diverse bekannte Konzerte, wie das Metalbash oder das Bang Your Head gebucht. 1995 wechselten sie wieder das Label und gingen zu Music for Nations. Hier nahmen sie ihr letztes Album, People who fell from Sky auf.

## Berühmte Mitglieder
Viele Mitglieder der Band hatten bereits vorher in bedeutenden Bands, besonders aus der Grunge-Szene, gespielt. Dies war sicher maßgeblich für den Erfolg der Band. Hier sind alle bedeutenden Mitglieder aufgelistet, in Klammern steht, bei welchen wichtigen Bands sie vorher gespielt haben.
- Patrick Dubar (Uniform Choice)
- Louis J. Svitek (M.O.D., Ministry)
- John Monte (Human Waste Project, Dragpipe)
- Jason Everman (Nirvana, Soundgarden)
- Reed St. Mark (Celtic Frost)

## Diskografie
- Touch You (EP, 1991)
- Big House Burning (Single, 1991)
- Mind Funk (Album, 1991)
- Dropped (Album, 1993)
- People Who Fell from the Sky (Album, 1995)